# Xian de Huan
Pour les articles homonymes, voir Huan.
Le xian de Huan (环县 ; pinyin : Huán Xiàn) est un district administratif de la province du Gansu en Chine. Il est placé sous la juridiction de la ville-préfecture de Qingyang.

## Démographie
La population du district était de 332 607 habitants en 1999.